# Hallescher FC Wacker 1900
Hallescher FC Wacker 1900, ook wel FC Wacker Halle was een Duitse voetbalclub uit Halle, Saksen-Anhalt. 

## Geschiedenis

### Midden-Duitsland
Hallescher FC Wacker werd in 1900 opgericht en sloot zich aan bij de Midden-Duitse voetbalbond. In 1904 ging de club spelen in de competitie van Noordwest-Saksen, de toenmalige hoogste klasse. Deze competitie werd gedomineerd door clubs uit Leipzig, maar net in dat seizoen werd stadsrivaal Hallescher FC 1896 kampioen. Wacker eindigde twee seizoenen op de voorlaatste plaats en één keer vierde. Na seizoen 1906/07 verlieten de clubs uit Halle de competitie om in de nieuwe competitie van Saale te gaan spelen. Wacker werd voor het eerst kampioen in 1909/10 en plaatste zich zo ook voor de Midden-Duitse eindronde, waarin de halve finale bereikt werd en verloren tegen VfB Leipzig. Ook de volgende twee seizoenen werd de club kampioen en bereikte in de eindronde telkens de finale, maar verloor deze van VfB Leipzig en SpVgg 1899 Leipzig. Na een jaar onderbreking werd in 1913/14 opnieuw de titel bereikt. In Midden-Duitsland was Wacker een van de sterkere teams, maar moest het bijna altijd afleggen tegen de mastodonten uit Leipzig.
Tijdens de Eerste Wereldoorlog bleef de club meedraaien aan de top, maar moest het telkens afleggen tegen stadsrivalen HFC 1896, Borussia en de Sportfreunde. In 1919/20 en 1920/21 werd de club opnieuw kampioen en in dat tweede seizoen kon zelfs voor het eerst de Midden-Duitse titel behaald worden. Hierdoor plaatste de club zich voor het eerst voor de nationale eindronde. Nadat de Vereinigte Breslauer Sportfreunde opzij gezet werden kreeg de club in de halve finale een 5:1 draai om de oren van 1. FC Nürnberg. Na twee seizoenen afwezigheid in de eindronde maakte de club opnieuw haar opwachting in 1923/24 en bereikte de finale die van SpVgg Leipzig verloren werd. Een jaar later werd de club in de kwartfinale uitgeschakeld door 1. SV Jena 03. Twee jaar later eindigde de club in de competitie samen met de Sportfreunde op de eerste plaats en er moest een testwedstrijd om de titel gespeeld worden, die verloren werd. Eén jaar later speelde zich hetzelfde scenario af, alleen nu met Borussia. Deze keer trok Wacker echter aan het langste eind en mocht naar de eindronde. De club stootte door tot de finale en won daar van Dresdner SC met 0:1 en werd voor de tweede keer Midden-Duits kampioen. In de eindronde om de landstitel werd de club meteen uitgeschakeld door FC Bayern München. Het volgende seizoen verloor de club in de kwartfinale van de kleine club VfB 07 Coburg. Na een derde plaats werd de club nog drie keer op rij kampioen en werd twee keer in de kwartfinale uitgeschakeld en één keer in de halve finale.

### Gauliga
In 1933 kwam de NSDAP aan de macht en werd de Duitse competitie grondig geherstructureerd. Alle competities van de Midden-Duitse voetbalbond werden afgeschaft en vervangen door de Gauliga Mitte en Gauliga Sachsen. Wacker was de enige club uit Halle die zich kwalificeerde voor de Gauliga Mitte en werd daar meteen kampioen. Wacker ging voor de derde keer naar de nationale eindronde, die ook geherstructureerd werd. Er waren vier groepen van vier clubs en Wacker zat in een groep met Nürnberg, Dresdner SC en Borussia Fulda en eindigde laatste. In 1934/35 werd de club nog vicekampioen achter 1. SV Jena. Maar hierna ging het bergaf en twee jaar later degradeerde de club zelfs. De Sportfreunde eindigden vierde en VfL 1896 promoveerde waardoor Wacker nu plots de derde club van de stad werd. Het duurde tot 1941 vooraleer Wacker terug kon promoveren. SV Dessau 05 was inmiddels de grootmacht in de competitie en Wacker kon toch knap derde eindigen. Wacker kon zijn derde plaats herhalen het volgende seizoen, maar in 1943/44 werd de club voorlaatste. Door het nakende einde van de Tweede Wereldoorlog werd het laatste seizoen van de Gauliga niet voltooid.

## Erelijst
- Kampioen Saale

1910, 1911, 1912, 1914, 1920, 1921, 1924, 1925, 1928, 1931, 1932, 1933
- Kampioen Midden-Duitsland

1921, 1928
- Gauliga Mitte

1934